# Nuremberg (film)
Pour les articles homonymes, voir Nuremberg (homonymie).
Pour plus de détails, voir Fiche technique et Distribution.
Nuremberg (en russe : Нюрнберг) est un film d'aventures historique germano-britanno-tchéco-russe réalisé par Nikolaï Lebedev et sorti en 2023.
Il s'agit d'une adaptation du roman Na veki vetchnye (На веки вечные, litt. « Pour toujours et à jamais ») d'Alexandr Zviaguintsev. L'action se déroule six mois après la capitulation de l'Allemagne nazie, au moment où s'ouvre le procès de Nuremberg,.
Nuremberg est projeté en avant-première à l'hôtel Moskva à Moscou le 20 février 2023, et sort en salle dans la fédération de Russie le 2 mars 2023.

## Synopsis
En poste au bureau du commandement militaire soviétique à Berlin, participant à la prise d'assaut de la capitale du Troisième Reich, le capitaine Igor Volguine, éclaireur-traducteur, reçoit des lettres de son frère-artiste Nikolaï, disparu au combat en 1942. Les lettres étaient adressées à sa mère, morte dans la ville assiégée de Leningrad. Les lettres ont été envoyées de Nuremberg, qui se trouve dans la zone d'occupation américaine de l'Allemagne. Igor Volguine, profitant de la nécessité d'avoir des traducteurs au sein de la délégation soviétique au procès de Nuremberg, s'est rendu à Nuremberg pour rechercher son frère. À cette époque, la clandestinité fasciste survivante tente d'empêcher la tenue du procès de Nuremberg ; un officier traître de la délégation soviétique y participe. Igor Volguine rencontre une jeune fille russe, Lena, qui a été emmenée travailler en Allemagne pendant la guerre et qui, après la libération, a été recrutée par le maquis fasciste. Igor Volguine participe aux opérations visant à s'emparer des archives allemandes et à livrer au procès le témoin moscovite, le maréchal Friedrich Paulus.
Les deux opérations ont échoué à cause d'un officier traître de la délégation soviétique. Le chef de la clandestinité nazie à Nuremberg, l'ancien officier SS Helmut « Hammer » et son équipe ont tenté de libérer ou de tuer les accusés ; mais son agent Lena, tombée amoureuse de l'officier soviétique Igor Volguine, l'a informé de ce danger. Finalement, une opération impliquant des SS échappés de la captivité américaine échoue. À la fin du film, on apprend qu'Elsie, qui est devenue la fille adoptive d'Igor et d'Elena Volguine et s'est rendue à Leningrad avec eux, a trouvé le lieu de sépulture du frère de Volguine, Nikolaï, près de Nuremberg. Le film contient non seulement des procès à grand spectacle, mais aussi des fusillades, des scènes d'explosion et, à la fin, des séquences d'actualités.

## Fiche technique
- Titre français : Nuremberg[4]
- Titre original : Nurnberg Нюрнберг[5]
- Réalisation : Nikolaï Lebedev
- Scénario : Nikolaï Lebedev, Aleksandr Zviaguintsev (ru)
- Photographie : Irek Hartowicz
- Montage : Helios Tchouchka
- Musique : Edouard Artemiev
- Décors : Youlia Tcharandaeve
- Production : Elmira Aïnoulova, Arkadi Fateïev, Maria Jouromskaïa
- Sociétés de production : Cinema Production Producer Center, Gazprom Media, Frame-media
- Pays de production :  Russie -  Tchéquie -  Royaume-Uni -  Allemagne
- Langues originales : russe, allemand, anglais
- Format : couleurs
- Durée : 131 minutes
- Genre : film d'aventures historique, drame de guerre
- Date de sortie :
  - Russie : 2 mars 2023
  - France : 20 novembre 2023 (Maison russe des sciences et de la culture à Paris)[6]

## Distribution
- Sergueï Kempo (ru) : Igor Volguine
- Lioubov Aksionova (ru) : Lena
- Evgueni Mironov : Migatchev
- Sergueï Bezroukov : Roman Roudenko
- Alekseï Bardoukov (ru) : Zaïtsev
- Igor Petrenko : Bablenkov
- Wolfgang Cerny (de) : Helmut Hammer
- Laura Bach (da) : Greta
- Klaus Schindler (de) : Sigmund
- Joachim Paul Assböck (de) : Ulrich Brandhoff
- Zourab Kipchidze (ka) : Orbeli
- Aleksandr Kakhoun (ru) : Geoffrey Lawrence

## Production
Le projet a été annoncé fin 2018 par le ministre russe de la Culture de l'époque, Vladimir Medinski. Il a déclaré que le sujet des procès de Nuremberg est désormais « privatisé par les États-Unis », et qu'il est donc nécessaire de réaliser un film russe sur ce sujet pour le 75e anniversaire de la victoire dans la guerre. La productrice du film est Elmira Aïnoulova. Selon elle, « le film sera inspiré par des faits historiques et des documents inconnus jusqu'à récemment, obtenus par des historiens et des journalistes directement auprès de participants et de témoins du processus de Nuremberg », et la tâche principale est de « populariser la connaissance historique objective »,.
En 2019, le scénario du film est sérieusement modifié. Cette modification, ainsi que l'implication d'acteurs étrangers et la nécessité de tourner à l'étranger, rendent le projet plus coûteux : le Premier ministre Dmitri Medvedev approuve l'allocation de 200 millions de roubles supplémentaires provenant du fonds de réserve de l'État. Constantin Khabenski, Nikita Mikhalkov et Oliver Stone sont pressentis comme réalisateurs, mais c'est finalement Nikolaï Lebedev qui est choisi. Le tournage de Nuremberg devait commencer au printemps 2020 en Tchéquie. Il est reporté en raison de la pandémie de coronavirus, et ont commencé en avril 2021 à Prague et se sont poursuivis aux studios de Mosfilm en juin,,. Le film devait initialement être présenté en avant-première en 2021, puis reporté au 24 novembre 2022 et ensuite au 23 février 2023. Finalement, NMG Film Distribution sort le film le 2 mars 2023.
Pour tourner le film, Mosfilm a recréé la salle d'audience grandeur nature (330 m2) du Palais de justice de Nuremberg. Le décor du Hall 600 sera offert au Parc patriote de Moscou en tant qu'exposition muséale et sera utilisé dans le cadre de travaux historiques et éducatifs avec les visiteurs. Le film est diffusé pour la première fois à la télévision le 9 mai 2023 à 11 heures sur NTV, TV-3, Pyatnitsa et TNT.

## Exploitation
Avec 1,1 million d'entrées, le film se place au 18e rang du box-office Russie 2023.

## Accueil critique
Avant même sa sortie, le film a été critiqué : certains craignaient que l'intrigue du film ait été créée sous l'influence de la conjoncture politique actuelle de la Russie, dans le cadre de la lutte contre ce qui est appelé la « falsification de l'histoire », lancée intensivement par les autorités de l'État russe ces dernières années.
Selon l'agrégateur de critiques russes kritikanstvo.ru, le film obtient une moyenne de 59 %. Pour l'opposant à Poutine Anton Doline, le film est « un thriller russe conspirationniste ouvertement anti-américain ». Youlia Chagelmane du quotidien Kommersant qualifie Nuremberg de « mélange assez maladroit de thriller d'espionnage et de mélodrame, pour lequel les nazis, leurs crimes et leurs châtiments ne servent que de toile de fond » et qui n'a que peu de plausibilité historique. Pour Nikolaï Guerasimov, de la Komsomolskaïa Pravda, en revanche, le fait que les procès de Nuremberg jouent un rôle d'arrière-plan est un atout indéniable.